# Talulah Riley
Talulah Riley, född 26 september 1985 i Hertford, Hertfordshire, är en brittisk skådespelare.
Riley har bland annat medverkat i filmen Stolthet & fördom där hon spelade Mary Bennett. Hon spelade även mot Robert Pattinson i The Summer House som är en brittisk kortfilm om en Jane (spelad av Riley) som flyttar till sin faster under en sommar för att glömma sin stora kärlek (Pattinson). Han förrådde henne men skickar ändå brev till henne och kommer även och hälsar på henne utan hennes godkännande. 2007 spelade hon huvudrollen som Annabelle Fritton i den brittiska komedifilmen St. Trinian's. Under 2009 kunde man se henne spela mot Tom Sturridge i The Boat That Rocked där hon spelade Marianne, hans kärlek.

## Filmografi (filmer som haft svensk premiär)[1]
- 2003 – Fem små grisar – Angela som ung
- 2005 – Stolthet & fördom – Mary Bennet
- 2006 – Mord per korrespondens (miss Marple) – Megan Hunter
- 2007 – St. Trinian's
- 2009 – The Boat That Rocked – Marianne
- 2009 – St. Trinian's II
- 2010 – Inception – Blondin